# توپ‌باغ
توپ‌باغ (به لاتین: Topbağ) یک منطقه مسکونی در جمهوری آذربایجان است که در شهرستان قبله واقع شده است. توپ‌باغ ۵۱۳ نفر جمعیت دارد.